# Фенайш-да-Ажуда
Фенайш-да-Ажуда (порт. Fenais da Ajuda)  —  район (фрегезия) в Португалии,  входит в округ Азорские острова. Расположен на острове Сан-Мигел. Является составной частью муниципалитета  Рибейра-Гранде. Население составляет 1269 человек на 2001 год. Занимает площадь 14,33 км².